# Абрамов, Алексей Геннадьевич
Алексе́й Генна́дьевич Абра́мов (род. 15 января 1988, Северодвинск, Архангельская область) — российский футболист, полузащитник.

## Карьера
Футболом начал заниматься в Северодвинске у тренера Ю. Ильина. В 2003 году уехал в Ярославль. Воспитанник ярославского футбола. В 17 лет подписал свой первый профессиональный контракт с «Шинником», выступавшим в Премьер-лиге. В ярославском клубе выступал за дублирующий состав. В турнире дублёров дебютировал 27 мая 2005 года в игре с дублем московского «Торпедо», выйдя на поле на 38-й минуте вместо Дарко Малетича. Всего за два сезона в команде Алексей принял участие в 32 встречах. В 2006 году «Шинник» одержал всего одну победу и занял шестнадцатое место в турнирной таблице, вылетев из Премьер-лиги.
В 2007 году переехал в чемпионат Латвии, подписав контракт с «Динабургом». В его составе 7 апреля 2007 года дебютировал в латвийской Высшей лиге в матче первого тура с «Юрмалой-VV», заменив на 70-й минуте Артёма Яшкина. 25 июня 2008 года в матче чемпионата с рижским «Олимпом» забил первый мяч в профессиональной карьере, установив на 87-й минуте матча окончательный счёт в матче 2:0, 25 июня 2008. По результатам первой части чемпионата «Динабург» попал в шестёрку команд, продолжавших борьбу за чемпионство и участвовавших в распределении мест в еврокубках, а Абрамов был отдан в аренду до конца года в другой даугавпилский клуб «Даугаву». По окончании сезона вернулся в Россию, подписав контракт с «Астраханью». Первый матч за клуб сыграл 5 апреля 2009 года, выйдя в стартовом составе в матче со «Ставрополем», в котором астраханцы дома уступили с разгромным счётом 0:3. 11 июля в игре с волгоградским «Ротором» оформил дубль, что позволило его команде одержать победу.
В начале 2011 года подписал контракт с новороссийским «Черноморцем». 4 апреля в матче с оренбургским «Газовиком» дебютировал в Первенстве ФНЛ.